# Вальдфойхт
Вальдфойхт (нем. Waldfeucht) — коммуна (нем. Gemeinde), ранее — город в Германии, в земле Северный Рейн-Вестфалия.
Подчиняется административному округу Кёльн. Входит в состав района Хайнсберг.  Население составляет 9196 человек (на 31 декабря 2010 года). Занимает площадь 30,27 км².

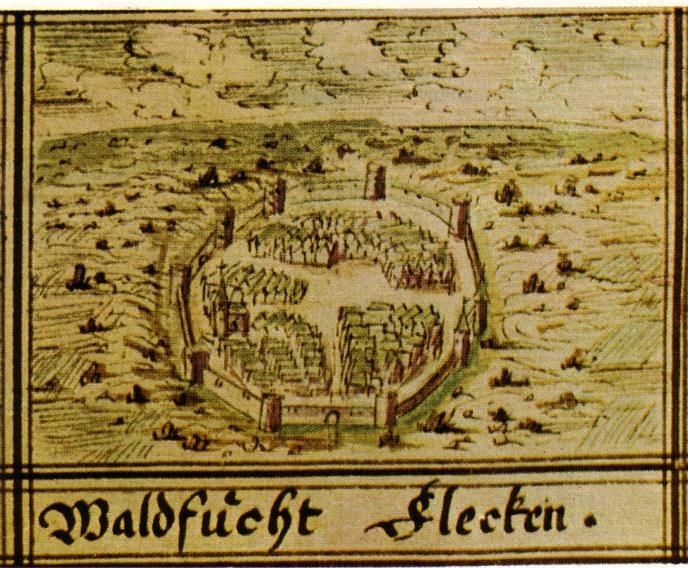
Вальдфойхт